# Sân vận động Erchim
Sân vận động Erchim là một sân vận động bóng đá ở thủ đô Ulaanbaatar của Mông Cổ. Sân đóng vai trò là sân vận động của câu lạc bộ bóng đá thành công nhất của Mông Cổ, Erchim FC của giải bóng đá ngoại hạng quốc gia Mông Cổ. Erchim thường là câu lạc bộ giải bóng đá ngoại hạng duy nhất có sân vận động riêng vì các câu lạc bộ khác của giải đấu thi đấu tại Trung tâm bóng đá MFF. Sân vận động được bao quanh bởi những ngọn núi ở một bên và nhà máy nhiệt điện số 4, chủ sở hữu của Erchim FC, ở phía bên kia. Sân vận động có sức chứa 2.000 khán giả và có bề mặt thi đấu cỏ nhân tạo.